# Religione ellenistica

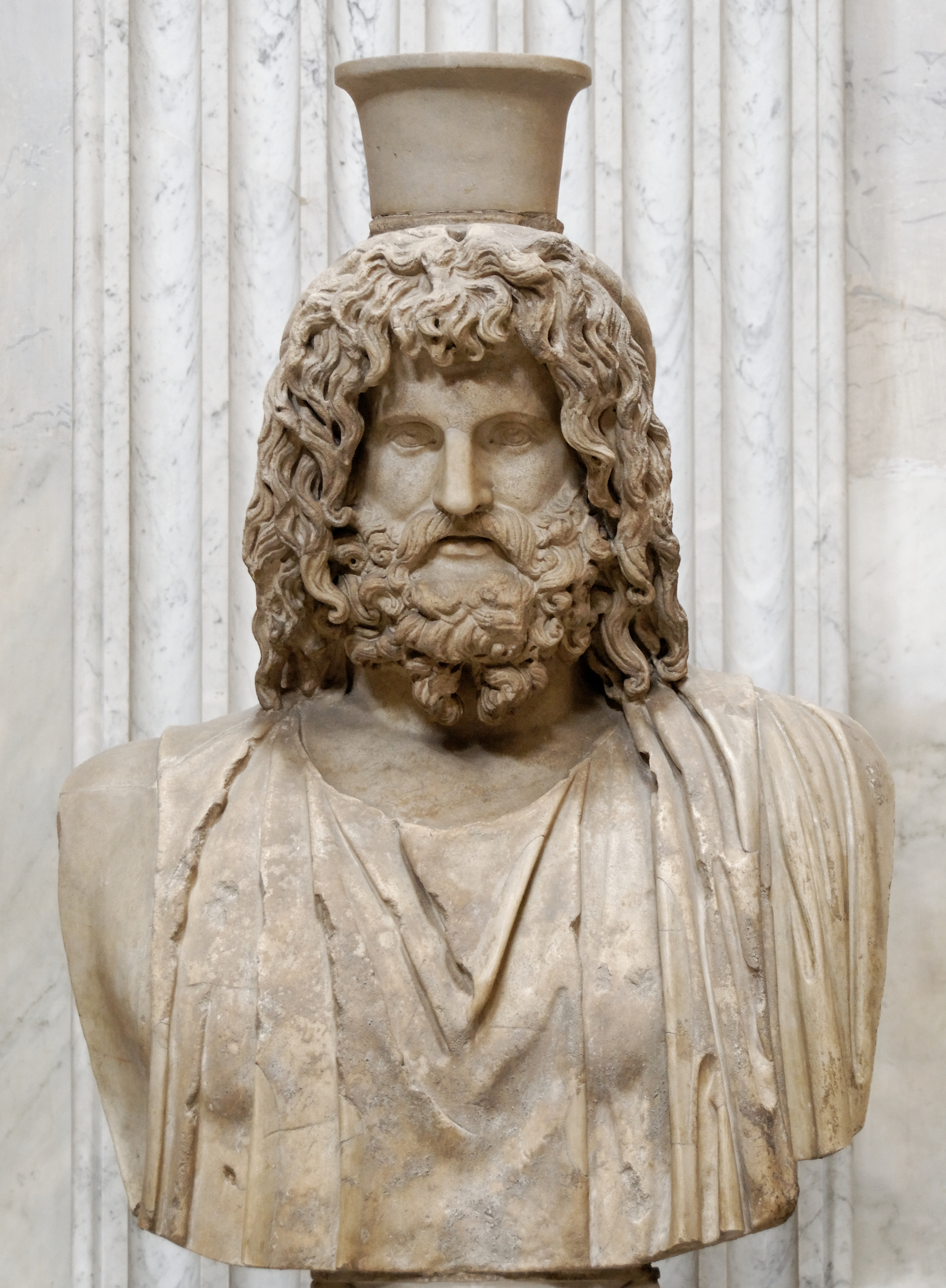
Serapide, un dio greco-egiziano adorato nell'Egitto ellenistico

La religiosità ellenistica è la forma tarda della religione greca antica, riguardante i vari sistemi di credenze e di culti delle persone vissute sotto l'influenza della cultura greca durante il periodo ellenistico e dell'Impero romano (da circa il 300 a.C. a circa il 300 dell'era volgare). C'era molta continuità nella religione ellenistica: la gente continuava ad adorare gli dei greci e a praticare gli stessi riti della Grecia classica.
Il cambiamento avvenne tramite l'inserimento di nuove religioni da altri paesi, tra cui le divinità egizie Iside e Serapide, e gli dei siriani Atargatis e Hadad, che fornirono un nuovo sbocco alle persone in cerca di appagamento sia nella vita presente che nell'aldilà. Anche il culto dei governanti ellenistici divinizzati divenne una caratteristica di questo periodo, in particolare in Egitto, dove i Tolomei adattarono le precedenti pratiche egiziane e i culti degli eroi greci e si stabilirono come faraoni all'interno del nuovo culto tolemaico sincretico di Alessandro Magno. Altrove, i governanti potevano ricevere lo status divino senza raggiungere il pieno status di una divinità.
Molte persone praticavano la magia, e anche questo rappresentava una continuazione dei tempi precedenti. In tutto il mondo ellenistico, le persone consultavano oracoli e usavano ciondoli e statuette per scoraggiare la sfortuna o per lanciare incantesimi. Il complesso sistema dell'astrologia ellenistica si sviluppò in questa era, cercando di determinare il carattere e il futuro di una persona dai movimenti del sole, della luna e dei pianeti. I sistemi della filosofia ellenistica, come lo stoicismo e l'epicureismo, offrivano un'alternativa alla religione tradizionale, anche se il loro impatto era in gran parte limitato alle élite istruite.

## Religione della Grecia classica

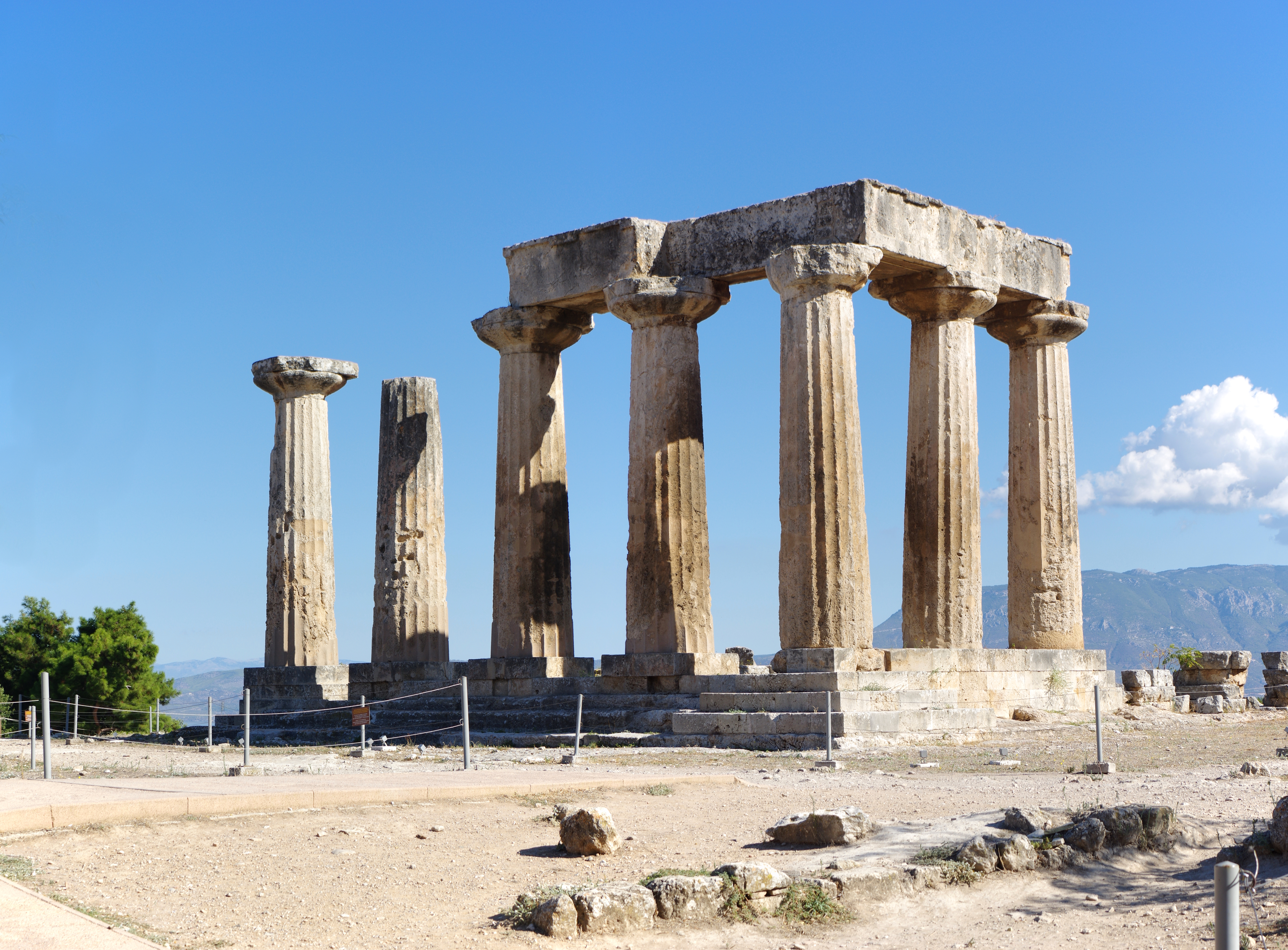
Resti del tempio di Apollo a Corinto.

Al centro della religione greca, in epoca classica, erano le dodici divinità dell'Olimpo guidate da Zeus. Ogni dio era onorato con templi e statue in pietra e santuari (recinti sacri), che, sebbene dedicati a una divinità specifica, spesso contenevano statue che commemoravano altri dei. Le città-Stato organizzavano varie feste e rituali durante tutto l'anno, con un'enfasi particolare rivolta al dio protettore della città, come Atena ad Atene o Apollo a Corinto. 
La pratica religiosa coinvolgeva anche il culto degli eroi, persone considerate semi-divine. Tali eroi andavano dalle figure mitiche nei poemi epici di Omero a personaggi storici come il fondatore di una città . A livello locale, il paesaggio era pieno di luoghi e monumenti sacri; per esempio, molte statue di ninfe sono state trovate vicino e intorno alle sorgenti e le figure stilizzate di Ermes si potevano trovare spesso agli angoli delle strade. 
La magia era una parte centrale della religione greca e gli oracoli permettevano alle persone di determinare la volontà divina dal fruscìo delle foglie, dalla forma della fiamma e del fumo su un altare, dal volo degli uccelli, dai rumori di una sorgente o dalle viscere di un animale. Anche i Misteri eleusini erano da tempo stabiliti, associati a Demetra e Persefone. Le persone venivano indottrinate alle religioni misteriche attraverso cerimonie di iniziazione, che erano tradizionalmente tenute segrete. Queste religioni avevano spesso l'obiettivo di miglioramento personale, che si sarebbe esteso anche all'aldilà.
All'indomani delle conquiste di Alessandro Magno, la cultura greca si diffuse ampiamente e entrò in contatto molto più stretto con le civiltà del Vicino Oriente e dell'Egitto. I cambiamenti più significativi, che ebbero un impatto sulla religione greca, furono la perdita dell'indipendenza delle città-Stato greche da parte dei governanti macedoni, l'importazione di divinità straniere e lo sviluppo di nuovi sistemi filosofici. Le indagini più antiche sulla religione ellenistica tendevano a descrivere l'era come un'epoca di declino religioso, individuando un aumento dello scetticismo, dell'agnosticismo e dell'ateismo, nonché un aumento della superstizione, del misticismo e dell'astrologia. 
Non c'è, tuttavia, alcun motivo per supporre che ci sia stato un declino nella religione tradizionale. Ci sono molte prove documentali che i greci continuarono ad adorare gli stessi dei con gli stessi sacrifici, dediche e feste del periodo classico. Nuove religioni apparvero in questo periodo, ma non escludendo le divinità locali, e solo una minoranza di greci ne fu attratta.

### Nuove religioni del periodo
La religione egizia che seguiva Iside era la più famosa delle nuove religioni. Venne portata in Grecia da sacerdoti egiziani, inizialmente per le piccole comunità egiziane nelle città portuali del mondo greco.  Sebbene la religione egizia trovasse solo un piccolo pubblico tra gli stessi greci, la sua popolarità si diffuse sotto l'impero romano, e Diodoro Siculo scrisse che la religione era conosciuta in quasi tutto il mondo abitato.
Quasi altrettanto famoso era il culto di Serapide, una divinità egizia nonostante il nome greco, che fu creato in Egitto sotto la dinastia tolemaica. Serapide era frequentata dai greci che si erano stabiliti in Egitto. Questa religione prevedeva riti di iniziazione come i Misteri eleusini. Strabone scrisse del Serapeo a Canopo vicino ad Alessandria come frequentato dagli uomini più rispettabili.
Era popolare anche la religione di Atargatis (imparentata con Inanna babilonese e assiro e con il fenicio Ba'alat Gebal), una dea della fertilità e del mare proveniente dalla Siria. Nel III secolo il suo culto si era diffuso dalla Siria all'Egitto e alla Grecia, fino a raggiungere l'Italia e l'ovest. La religione che seguì Cibele (o la Grande Madre) venne dalla Frigia in Grecia e poi in Egitto e in Italia, dove nel 204 il Senato romano ne consentì il culto. Era una dea guaritrice e protettrice e una guardiana della fertilità e della natura selvaggia. 
Un'altra religione misteriosa era incentrata su Dioniso. Sebbene rara nella Grecia continentale, era comune sulle isole e in Anatolia. I membri erano conosciuti come Menadi e i riti avevano un carattere orgiastico. 
Queste religioni e divinità di nuova introduzione ebbero solo un impatto limitato all'interno della Grecia; la principale eccezione fu Delo, che era un importante porto e centro commerciale. L'isola era sacra in quanto luogo di nascita di Apollo e Artemide e nel II secolo ospitava anche le religioni greche native che seguivano Zeus, Atena, Dioniso, Ermes, Pan e Asclepio. Ma c'erano anche centri di culto per gli egiziani Serapide e Iside, e per i siriani Atargatis e Hadad. Nel I secolo c'erano altre religioni che seguivano Ba'al e Astarte, una sinagoga ebraica e romani che seguivano le religioni romane originali di dei come Apollo e Nettuno. 

### Culti del sovrano

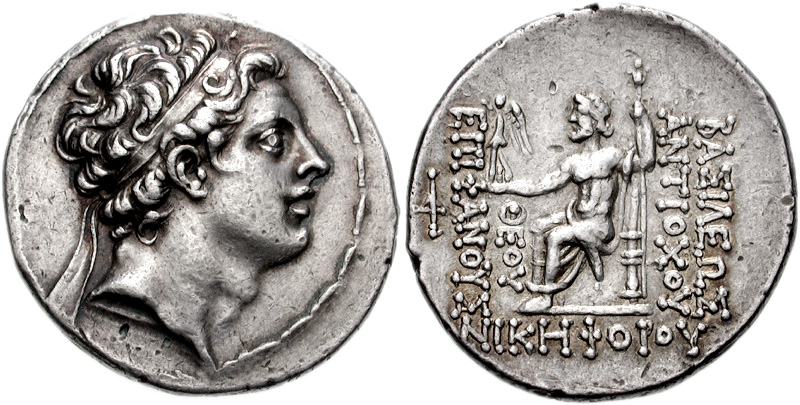
Moneta raffigurante Antioco IV, iscrizione greca recita ΘΕΟΥ ΕΠΙΦΑΝΟΥΣ ΝΙΚΗΦΟΡΟΥ / ΒΑΣΙΛΕΩΣ ΑΝΤΙΟΧΟΥ (Re Antioco, immagine di Dio, portatore di vittoria)

Un'altra innovazione nel periodo ellenistico fu l'istituzione di culti dedicati ai governanti dei regni ellenistici. Il primo di questi fu stabilito sotto Alessandro Magno, le cui conquiste, potere e status lo avevano elevato a un livello che richiedeva un riconoscimento speciale. I suoi successori continuarono la sua adorazione al punto in cui in Egitto, sotto Tolomeo I Soter, troviamo che Alessandro viene onorato come un dio. Il figlio di Tolomeo, Tolomeo II, Filadelfo, proclamò il suo defunto padre un dio e si fece un dio vivente. 
In tal modo, i Tolomei stavano adattando le prime idee egiziane nel culto faraonico. Altrove, la pratica variava; un sovrano poteva ricevere lo status divino senza il pieno status di un dio, come accadde ad Atene nel 307, quando Antigono I Monoftalmo e Demetrio I Poliorcete furono onorati come salvatori (soteres) per aver liberato la città e, di conseguenza, fu eretto un altare, venne fondata una festa annuale e fu introdotto un ufficio del "sacerdote dei salvatori". I templi dedicati ai governanti erano rari, ma le loro statue venivano spesso erette in altri templi, e i re venivano adorati come "dèi che condividono i templi". 

### Astrologia e magia

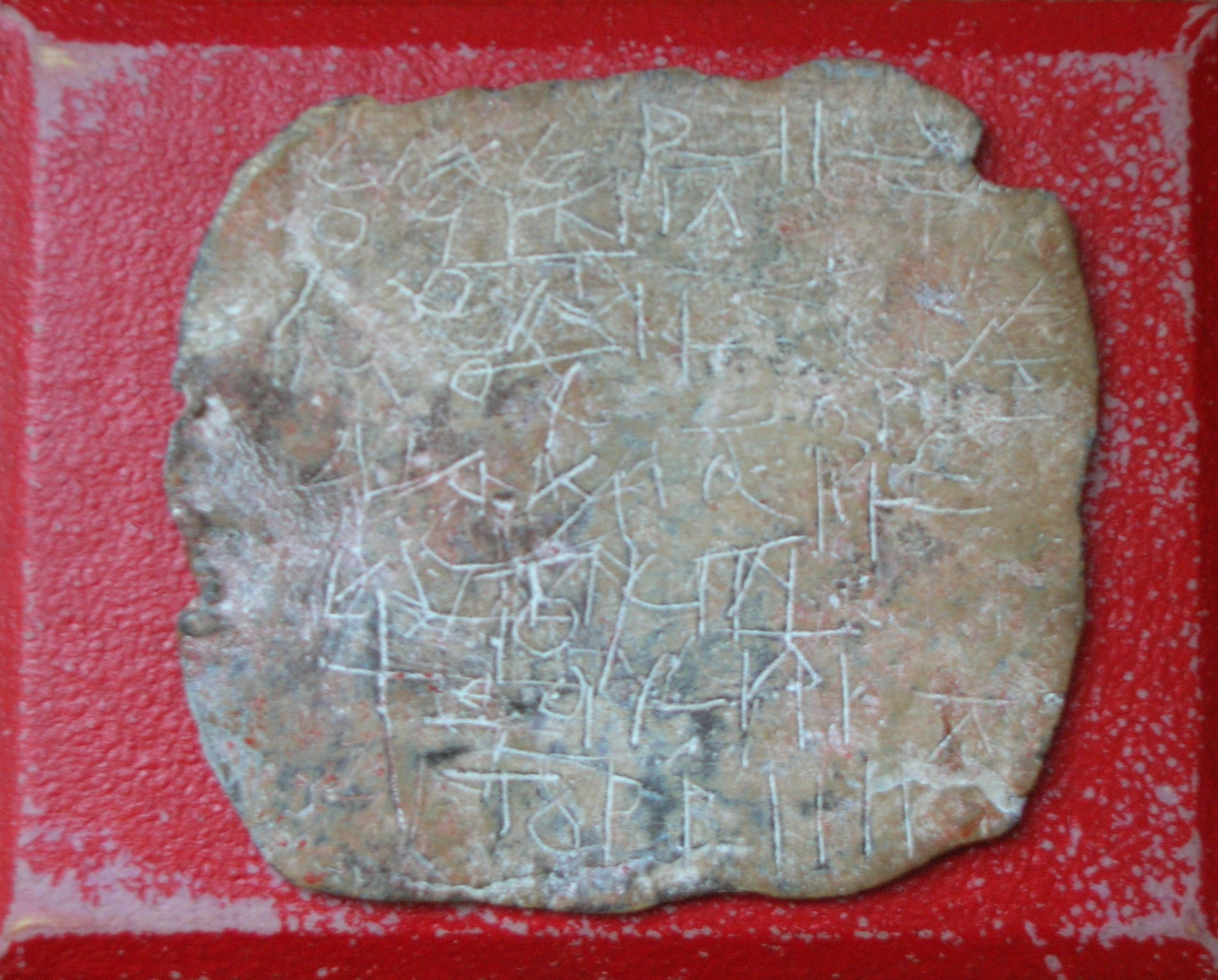
Una tavoletta di maledizione.

Ci sono ampie prove dell'uso della superstizione e della magia in questo periodo. Santuari e oracoli erano ancora popolari. Ci sono anche molte prove dell'uso di amuleti e maledizioni. I simboli sarebbero stati posti sulle porte delle case per portare fortuna o scoraggiare la sfortuna sugli occupanti all'interno. 
I ciondoli, spesso realizzati con pietre preziose o semipreziose, avevano un potere protettivo. Le statuette, realizzate in bronzo, piombo o terracotta, venivano forate con spilli o chiodi e usate per lanciare incantesimi. Per le maledizioni venivano usate tavolette di maledizione in marmo o metallo (soprattutto piombo). 
L'astrologia, la convinzione che stelle e pianeti influenzassero il futuro di una persona, era nata in Babilonia, dove originariamente era applicata solo al re o alla nazione. I greci, nell'era ellenistica, la elaborarono nel sistema fantasticamente complesso dell'astrologia ellenistica familiare nei tempi successivi. L'interesse per l'astrologia crebbe rapidamente dal I secolo a.C. in poi. 

### Filosofia ellenistica
Un'alternativa alla religione tradizionale venne offerta dalla filosofia ellenistica. Una di queste filosofie era lo stoicismo, che insegnava che la vita doveva essere vissuta secondo l'ordine razionale che gli stoici credevano governasse l'universo; gli esseri umani dovevano accettare il loro destino secondo la volontà divina e gli atti virtuosi dovevano essere compiuti per il loro valore intrinseco. Un'altra filosofia era l'epicureismo, che insegnava che l'universo era soggetto ai movimenti casuali degli atomi e che la vita doveva essere vissuta per raggiungere l'appagamento psicologico e l'assenza di dolore. Altre filosofie includevano il pirronismo che insegnava come raggiungere la pace interiore tramite la sospensione del giudizio, il cinismo, che esprimeva disprezzo per le convenzioni e i beni materiali, i platonici che seguirono gli insegnamenti di Platone e i peripatetici che seguirono Aristotele. Tutte queste filosofie, in misura maggiore o minore, cercavano di accogliere la religione greca tradizionale, ma i filosofi e coloro che studiavano sotto di loro rimasero un piccolo gruppo selezionato, limitato in gran parte all'élite istruita.

## Ebraismo ellenistico
Il giudaismo ellenistico era una forma di giudaismo nel mondo antico che combinava la tradizione religiosa ebraica con elementi della cultura greca. Fino alla caduta dell'Impero Romano e alle conquiste musulmane del Mediterraneo orientale, i principali centri del giudaismo ellenistico erano Alessandria (Egitto) e Antiochia (oggi Turchia meridionale), i due principali insediamenti urbani greci dell'area del Medio Oriente e del Nord Africa, entrambi fondati alla fine del IV secolo a.C. sulla scia delle conquiste di Alessandro Magno. L'ebraismo ellenistico esisteva anche a Gerusalemme durante il periodo del Secondo tempio, dove c'era conflitto tra ellenizzatori e tradizionalisti (a volte chiamati giudaizzanti).
Il principale prodotto letterario del contatto tra l'ebraismo del Secondo tempio e la cultura ellenistica è la traduzione dei Septuaginta della Bibbia ebraica dall'ebraico biblico e dall'aramaico biblico al greco Koiné, in particolare, il greco Koiné ebraico. Da segnalare anche i trattati filosofici ed etici di Filone di Alessandria e le opere storiografiche degli altri autori ebrei ellenistici.
Il declino del giudaismo ellenistico iniziò nel II secolo e le sue cause non sono ancora del tutto comprese. Può essere che alla fine sia stato emarginato, parzialmente assorbito o diventato progressivamente il nucleo di lingua koiné del cristianesimo primitivo incentrato su Antiochia e sulle sue tradizioni, come la Chiesa cattolica melchita e la Chiesa greco-ortodossa di Antiochia.